# إيالة كيفي
إيالة كيفي أو إيالة كافا (بالتركية العثمانية: ایالت كفه; Eyālet-i Kefê)‏  كانت إيالة للإمبراطورية العثمانية. امتدت الإيالة عبر الساحل الشمالي للبحر الأسود حيث يقع السنجق الرئيسي (باشا سنجق) في الساحل الجنوبي لشبه جزيرة القرم. كانت الإيالة تحت الحكم العثماني المباشر، ومنفصلة تمامًا عن خانية القرم.  كانت عاصمتها كيفي، الاسم التركي لكافا (فيودوسيا الحديثة في شبه جزيرة القرم).

## التاريخ
أصبحت مدينة كافا ومحيطها في البداية تحت سيطرة العثمانيين بعد أن اجتاح الأتراك جنوة في عام 1475، وبعد ذلك تم إنشاء سنجق متمركز في كافا.  تشكلت إيالة كيفي في عام 1568 تحت اسم بيليربيليك.
حسب روايات القرن السابع عشر عن أوليا جلبي، كان سنجقها "محكومين من قبل فويفوداس المعين على الفور من قبل السلطان العثماني وليس من قبل الخانات
حسب روايات القرن السابع عشر عن أوليا جلبي، كان سنجقها «محكوما من قبل الفويفودات الذين يعينهم السلطان العثماني بنفسه وليس الخانات». تم ضم الإيالة إلى خانية القرم المستقلة لفترة وجيزة نتيجة لمعاهدة كيتشوك كاينارجي لعام 1774.  تم ضم الخانية نفسها إلى روسيا في عام 1783. 

## التقسيمات الإدارية
كانت التقسيمات الإدارية لكيفي بين 1700-1730 على النحو التالي:
1. سنجق الباشا (فيودوسيا)
2. سنجق أكرمان (بيلهورود دنيستروفسكي)
3. سنجق بندر (بيندر)
4. سنجق قلعة أتشو (تمرايوك)
5. سنجق زين
6. سنجق كينبيرن

### سنجق كيفي
التقسيمات الأولية 
1. قضاء مانجوب
2. قضاء سوداق
3. قضاء كيرج
4. قضاء آزوف
5. قضاء تامان

- مدن الوضع الخاص: باليكلاغو (بلقلاوة) وإنكرمان [7]

## فهرس
- Fisher، Alan W. (1 سبتمبر 2014). The Crimean Tatars. Hoover Press. ص. 278. ISBN:9780817966638. مؤرشف من الأصل في 2023-02-13.
- Ágoston، Gábor؛ Masters، Bruce Alan (21 مايو 2010). Encyclopedia of the Ottoman Empire. Infobase Publishing. ص. 689. ISBN:9781438110257. مؤرشف من الأصل في 2023-06-11.